# Blye Pagon Faust
Pour les articles homonymes, voir Faust (homonymie).

Blye Pagon Faust, de son vrai nom Katharine Faust, est une productrice de cinéma américaine née à Monroe (Washington).

## Biographie
Originaire de l'État de Washington, Bly Pagon Faust vit désormais en Californie. Elle fait des études à l'Université de Santa Clara, puis déménage à Los Angeles, où elle joue dans quelques films indépendants et quelques publicités. Un an après, elle intègre l'UCLA pour étudier le droit, et obtient son diplôme en 2001,,.
En 2009 elle fonde avec Nicole Rocklin sa propre société de production Rocklin|Faust.

## Filmographie
- 2015 : Spotlight de Tom McCarthy

## Distinctions

### Récompenses
- Oscars 2016 : Oscar du meilleur film pour Spotlight

### Nominations
- BAFTA 2016 : British Academy Film Award du meilleur film pour Spotlight